# Edwin Thacker
Edwin Thomas Thacker (* 24. Juli 1913 in Germiston; † 4. August 1974) war ein südafrikanischer Leichtathlet.
Der Hochspringer siegte 1934 bei den British Empire Games in London, 1936 wurde er Zwölfter bei den Olympischen Spielen in Berlin, und 1938 verteidigte er seinen Titel bei den British Empire Games in Sydney.
Seine persönliche Bestleistung von 1,98 m stellte er am 25. März 1939 in Johannesburg auf.